# Venice (Illinois)
Venice – miasto w Stanach Zjednoczonych, w stanie Illinois, w hrabstwie Madison.